# Prato Nevoso
Prato Nevoso (eller Pratonevoso) er et vintersportscenter i det nordlige Italien. Det ligger cirka 1.480 meter over havet i kommunen Frabosa Sottana i provinsen Cuneo i Piemonte.
Prato Nevosos historie går tilbage til de tidlige 1960'ere, da en gruppe liguriske entreprenører bestemte sig for at bygge et vintersportscenter i nærheden af både Genova og Torino.
Byggeprosessen gik hurtigt, og da lejlighederne var billige, skød turismen hurtigt frem. Snart blev også motorvejen A6 Torino – Savona bygget. Denne blev udvidet i 1990'erne.
20. juli 2008 var Prato Nevoso mål for en etape af Tour de France 2008.